# Pārgauja
Pārgauja è un comune della Lettonia appartenente alla regione storica della Livonia di 4.502 abitanti (dati 2009). Il comune ha cessato di esistere nel 2021 quando le tre singole località di Raiskums, Stalbe e Straupe furono aggregate alla nuova municipalità di Cēsis.

## Località
Il comune è stato istituito nel 2009 ed è formato dalle seguenti località:
- Raiskums (sede comunale)
- Stalbe
- Straupe